# Champernownes konstant
Champernownes konstant, uppkallad efter D. G. Champernowne, är en transcendent matematisk konstant som definieras som
{\displaystyle C_{10}=0,1234567891011121314151617\dots } (talföljd A033307 i OEIS).
Konstanten kan skrivas som den oändliga serien
{\displaystyle C_{10}=\sum _{n=1}^{\infty }\sum _{k=10^{n-1}}^{10^{n}-1}{\frac {k}{10^{n(k-10^{n-1}+1)+9\sum _{l=1}^{n-1}10^{l-1}l}}}.}